# Antônio de Almeida e Oliveira
Antônio de Almeida e Oliveira (Codó, 17 de outubro de 1843 — Rio de Janeiro, 27 de outubro de 1887) foi um político brasileiro.
Bacharel pela Faculdade de Direito do Recife em 1866.
Foi promotor público em Guimarães em 1867, com banca de advogado em São Luís.
Foi presidente da província de Santa Catarina, nomeado por carta imperial de 15 de março de 1879. Presidiu a província de 18 de abril de 1879 a 10 de maio de 1880, passando o cargo ao vice-presidente Manuel Pinto de Lemos, que completou o mandato em 7 de julho de 1880.
Foi deputado geral pelo Maranhão em 1882, reelegendo-se para a legislatura seguinte, dissolvida em 1885. Foi Ministro da Marinha, de 24 de maio de 1883 a 6 de junho de 1884 (ver Gabinete Lafayette).